# ニューイヤー湖
ニューイヤー湖 (New Year Lake) はアメリカ合衆国ネバダ州ワショー郡の北西部にある湖。ヘイズキャニオン山脈 (Hays Canyon Range) の標高5,948フィート (1,813 m) の場所に存在する。
探検家ジョン・C・フレモントが2度目の探検の際、1843年12月26日にこの湖の場所を通っている。彼が探検後の1845年に作成した地図には、ニューイヤー湖が無名の湖として載っている。
1966年に地名情報システムでの名称がクルックス湖 (Crook's Lake) と変更された。この変更は、現地の農場主が地名委員会へ、1867年の湖近くでのジョージ・クルックとパイユート族との戦い以降湖はクルックス湖と呼ばれているとの文書を送った後でなされた。1989年、ニューイヤー湖という名称が歴史上使用されているとの理由でクルックス湖への改称は取り消された。2016年現在、クルックス湖はループス湖 (Roops Lake) とともに別名として記載されている。